# Lesquereuxia syriaca
Lesquereuxia syriaca är en snyltrotsväxtart som beskrevs av Pierre Edmond Boissier och Reut.. Lesquereuxia syriaca ingår i släktet Lesquereuxia och familjen snyltrotsväxter. Inga underarter finns listade i Catalogue of Life.